# Sitaris cerambycina
Sitaris cerambycina is een keversoort uit de familie van oliekevers (Meloidae). De wetenschappelijke naam van de soort is voor het eerst geldig gepubliceerd in 1906 door Martinez de la Escalera.